# Reprezentacja Ukrainy w futbolu amerykańskim kobiet
Reprezentacja Ukrainy w futbolu amerykańskim kobiet – żeński zespół, biorący udział w imieniu Ukrainy w meczach i sportowych imprezach międzynarodowych w baseballu, powoływany przez selekcjonera, w którym mogą występować wyłącznie zawodnicy posiadający obywatelstwo ukraińskie. Za jej funkcjonowanie odpowiedzialny jest Ukraiński Związek Futbolu Amerykańskiego (NFAFU), który jest członkiem Międzynarodowej Federacji Futbolu Amerykańskiego (IFAF).

## Historia
Swój pierwszy oficjalny mecz reprezentacja Ukrainy rozegrała w 2004 roku po założeniu Ukraińskiego Związku Futbolu Amerykańskiego.

## Udział w turniejach międzynarodowych

### Igrzyska olimpijskie
Ukraińscy zawodnicy futbolu amerykańskiego nie uczestniczyli w letnich igrzyskach olimpijskich.
| Udział w igrzyskach olimpijskich | Udział w igrzyskach olimpijskich | Udział w igrzyskach olimpijskich | Udział w igrzyskach olimpijskich | Udział w igrzyskach olimpijskich | Udział w igrzyskach olimpijskich | Udział w igrzyskach olimpijskich |
| Rok                              | Złoto                            | Srebro                           | Brąz                             | Razem                            | Miejsce                          |                                  |
| -------------------------------- | -------------------------------- | -------------------------------- | -------------------------------- | -------------------------------- | -------------------------------- | -------------------------------- |
| Stany Zjednoczone                | 1904                             | Nie uczestniczyła                | Nie uczestniczyła                | Nie uczestniczyła                | Nie uczestniczyła                | Nie uczestniczyła                |
| Stany Zjednoczone                | 1932                             | Nie uczestniczyła                | Nie uczestniczyła                | Nie uczestniczyła                | Nie uczestniczyła                | Nie uczestniczyła                |

Uwaga:
Czcionką kursywą oznaczone zawody w których była dyscypliną pokazową – bez przyznawania tytułów i medali.

### Mistrzostwa świata
Reprezentacja Ukrainy nigdy nie zakwalifikowała się na mistrzostwa świata.
| Udział w mistrzostwach świata | Udział w mistrzostwach świata | Udział w mistrzostwach świata |
| Rok                           | Miejsce                       |                               |
| ----------------------------- | ----------------------------- | ----------------------------- |
| 2010                          | Nie zakwalifikowała się       |                               |
| 2013                          | Nie zakwalifikowała się       |                               |
| 2017                          | Nie zakwalifikowała się       |                               |